# Деревнянка
Деревнянка (укр. Деревнянка) — река в Яворовском и Львовском районах Львовской области Украины. Левый приток реки Свинья (бассейн Вислы).
Длина реки 36 км, площадь бассейна 150 км². Речная долина в верховьях узкая, извилистая. Пойма двусторонняя, местами (в среднем и нижнем течении) заболочена. Есть пруды.
Берёт начало между холмами Расточья западнее села Хитрейки, на территории Яворовского полигона. Течёт преимущественно на северо-восток, сначала через Расточье, а от села Хитрейки — по территории Надбужанской котловины (часть Малого Полесья). Впадает в Свинью в селе Деревня. Основной приток — Кислянка (правый).